# Капела Богдана Дунђерског код Бечеја
Капела Богдана Дунђерског код Бечеја се налази на имању у оквиру дворца Фантаст, као гробна капела ктитора. Подигнута је почетком тридесетих година 20. века, у периоду од 1930. до 1935. године и представља споменик културе од великог значаја.
Капела је подигнута по пројекту чешког архитекте Јосипа Крауса, као грађевина основе у облику слободног крста са куполом и портиком испред улаза на западној страни. Северну и јужну фасаду красе трифоре, а на петостраној олтарској апсиди су три једноделна прозора, декорисана у духу моравске школе. Сликар Урош Предић, као блиски пријатељ Дунђерског ангажован је за израду икона за капелу, није био задовољан Краусовим скицама, те је иконостас изведен по идеји самог Предића. Архитектонски део олтарске преграде одликују симетричност, једноставност и сведеност орнаментике. На њему се налазе иконе сликане у складу са начелима академског реализма, уз доследно поштовање канона православног сликарства. Предићеви цртежи су коришћени и за плоче од фајанса у лунетама портика, док су рељефи у бронзи са ликовима Дунђерског и Предића дело вајара Ђорђа Јовановића. 
Заштитни радови на капели изведени су 1966. године, док је конзервација икона била вршена током последње деценије 20 века.